# Myoen
Myoen est un artiste sculpteur japonais du XIIe siècle, mort en 1199. Sa date de naissance ainsi que ses origines, ne sont pas connues mais on sait que sa période d'activité se passe à Nara (capitale de la préfecture du même nom située dans la région du Kansai, proche de Kyōto).

## Biographie
Fils de Chũen, Myoen est le principal sculpteur de l'École En de sculpture bouddhique, concurrente de l'École In, à la fin de la période Fujiwara à Nara et à Kyoto. Son école est aussi connue sous le nom de Sanjō Bussho (Atelier de Sculpture Bouddhique de Sanjō), parce qu'il vit à Kyoto dans le quartier de Sanjō.

Il porte le titre de Hōgen (Œil de la loi, titre bouddhique donné à des artistes) et il est Dai Busshi (Maître sculpteur) au temple Kōfuku-ji (temple bouddhiste de la cité de Nara. C'est le temple familial des Fujiwara (藤原氏, Fujiwara-shi). Son Go Dai Myōō (les cinq aspects du bouddha) du temple Daikaku-ji de Kyoto, exécuté en 1176, fait preuve d'un style archaïque, dans la tradition des siècles antérieurs.